# Herstmonceux
Herstmonceux – wieś w Anglii, w hrabstwie East Sussex, w dystrykcie Wealden. Leży 76 km na południowy wschód od Londynu. W 2007 miejscowość liczyła 2598 mieszkańców.